# Escrita em ossos oraculares
As mais antigas inscrições que são reconhecidas com plena certeza como chinesas datam de algo por volta de 1 200 a.C. e foram encontradas em 1895 em Anyang, capital da Dinastia Shang (商朝 - 1 600-1 046 a.C.). Trata-se de textos curtos escritos em escápulas de bovinos e em plastrões de tartarugas, conhecidos como Oráculo de Ossos (甲骨 - jiǎgǔ) e a escrita relacionada é a escrita em ossos oraculares (甲骨文 - jiǎgǔwén).

## Características
Esses Oráculos eram usados para adivinhação, num processo que envolvia em escrever uma pergunta com um estilete de bronze sobre uma peça de osso, depois aquecer o osso e, inspecionando as rachas produzidas, adivinhar as respostas às perguntas de alguém. A maioria dessas questões se referia a caça, guerras, meteorologia e escolha de dias auspiciosos para cerimônias.
Estruturalmente os logogramas do oráculo em ossos se assemelham aos modernos caracteres chineses considerando que alguns deles são formados pela combinação de dois mais caracteres básicos e que há um alto grau de abstração nos mesmos. Isso faz supor que a escrita chinesa foi criada bem antes da Dinastia Shang.

## História
Já foram encontrados cerca de 400 mil fragmentos com inscrições na Escrita em ossos oraculares secos, vários milhares de ossos secos e plastrões foram reconstruídos e milhares de textos foram estudados. Nesses textos foram identificados mais de 30 caracteres diferentes, que seriam variantes formadas por cerca de quatro mil caracteres individuais, básicos. Desses, algo entre 1 500 e 2 000 já foram entendidos e decifrados por especialistas. Deve haver da ordem de 5 mil caracteres individuais que são usados nos Oráculos em Ossos secos, sem incluir as formas variantes e cerca de duas vezes isso teria sido usado na vida diária das pessoas.
A Escrita em ossos oraculares secos foi largamente utilizada num período que estendeu entre 1 300 e 1 100 a.C., de acordo com alguns pesquisadores. Outras acreditam que seu uso se deu num período mais amplo, entre 1 500 e 1 000 a.C.

## Genealogia
A escrita em ossos oraculares foi usada pela língua chinesa antiga, na Idade do Bronze da região; dela se originaram escritas como as Inscrições Chinesas em Bronze, a dos Selos Reais, a Clérica, mais tarde as escritas Kaishu, Kanji, Kana, Hanja, Zhuyin, Chinês simplificado, Chu Nom, Khitan, Jurchen e Tangut.

### Externas
- Oráculo de ossos em Omniglot.com
- Mais sobre oráculo de ossos - BeyondCalligraphy.com
- Chinese Etymology, search-able database – Caracteres chineses em Oráculo de ossos - Richard Sears
- Richard - estudos
- [Source: http://www.art-virtue.com/introduction/2-general.htm Art Vertue - Oráculo de ossos]
- China.page – Oráculo de ossos
- Lib.Cuhk - Oráculo de ossos
- Etimologia Chinesa - Oráculo de ossos
- Ancient Scripts - Oráculo de ossos
- Oráculo – China.page